# Коча, Дину
Константи́н Ко́ча (рум. Constantin Cocea или Ди́ну Ко́ча рум. Dinu Cocea; 22 сентября 1929, Периш, Румыния — 26 декабря 2013, Париж, Франция) — румынский кинорежиссёр и сценарист.

## Биография
Окончил Институт театра и кинематографии в Бухаресте. Снял серию приключенческих фильмов о гайдуках. С 1986 года жил в Париже.

## Фильмография

### Режиссёр
- 1966 — Гайдуки / Haiducii
- 1968 — Похищение девушек / Răpirea fecioarelor
- 1968 — Месть гайдуков / Răzbunarea haiducilor
- 1970 — Гайдуки Шаптекая / Haiducii lui Șaptecai (другое название «Приключения гайдука Ангела»)
- 1971 — Неделя безумных / Săptămîna nebunilor
- 1972 — Приданое княжны Ралу / Zestrea domniței Ralu
- 1973 — Дуб-сверхсрочно / Stejar — extremă urgență
- 1974 — Парашютисты / Parașutiștii
- 1976 — / Nu opriți ventilatorul (к/м)
- 1978 — Екатерина Теодориу / Ecaterina Teodoroiu
- 1979 — Инстанция откладывает решение / Instanța amână pronunțarea
- 1981 — Янку Жиану-гайдук / Iancu Jianu, haiducul
- 1982 — Янку Жиану — сборщик налогов / Iancu Jianu, zapciul

### Сценарист
- 1968 — Похищение девушек / Răpirea fecioarelor
- 1968 — Месть гайдуков / Răzbunarea haiducilor
- 1971 — Неделя безумных / Săptămîna nebunilor
- 1981 — Янку Жиану-гайдук / Iancu Jianu, haiducul
- 1982 — Янку Жиану — сборщик налогов / Iancu Jianu, zapciul